# والتر جونز (لاعب كرة قدم)
والتر جونز (بالإنجليزية: Walter Jones)‏ (و. 1974  م) هو لاعب كرة قدم أمريكية، من الولايات المتحدة، ولد في أليسفيل، يلعب كمهاجم اصطدامي ‏.

## جوائز
حصل على جوائز منها:
- قاعة مشاهير محترفي كرة القدم.

## روابط خارجية
- والتر جونز على موقع إي إس بي إن.كوم (أن.أف.أل)3
- والتر جونز على موقع مرجع كرة القدم المحترفة.كوم (الإنجليزية)